# Estadio Juan Ramón Loubriel
L'Estadio Juan Ramón Loubriel, surnommé JRL, est un stade de 12 500 sièges situé à l'intersection des routes 2 et 5 à Bayamón, Porto Rico. Le stade est facile d'accès, une station de métro appelée « Deportivo » étant adjacente au stade.

## Baseball
Le stade a été construit en 1974 et est d'abord conçu pour le baseball. Il était le domicile des Vaqueros de Bayamón jusqu'en 2003, date où cette équipe est disparue.

## Football
Avec la fin de l'existence des Vaqueros en 2003, le stade Juan Ramón Loubriel semblait destiné à être utilisé par des équipes mineures ou à être démoli, mais il reçut un nouvel élan plus tard cette année-là, lorsqu'il fut choisi pour être le domicile d'un autre club professionnel, mais de football cette fois. En effet les Puerto Rico Islanders décident de s'y installer. Les estrades en forme de "L" ne sont pas bien adaptées pour ce sport, et la plupart des spectateurs préfèrent être assis dans la partie parallèle au côté du terrain. 
Le stade est aussi le domicile du Sevilla Bayamón FC, un club de la Ligue de football de Porto Rico.
Entre 2011 et 2012, le stade Juan Ramón Loubriel est rénové et adapté spécifiquement pour le soccer. Il est rouvert à l'occasion d'un match amical entre les champions du monde et d'Europe en titre, l'Espagne et la sélection porto-ricaine le 15 août 2012.

## La Mecque du football portoricain
Depuis qu'on y pratique le football (2003), le stade Juan Ramón Loubriel a contribué au regain de popularité de ce sport à Porto-Rico. On lui a d'ailleurs donné le surnom de « La Meca » (La Mecque). On l'appelle aussi « JRL » d'après les initiales de son nom, et « La Islandera » car les Islanders y jouent.

## Rénovation en 2012
À la base ce stade était un stade de baseball qui a été rénové en stade de football.Le stade aura également de nouveaux vestiaires et salles de bains ainsi que le remplacement de quelques sièges. Il y aura également des gradins temporaires jusqu'à ce que l'ajout de nouveaux sièges soit complétée ultérieurement. L'éclairage a également été ajustée pour être plus conforme. 
La rénovation du stade se fera en plusieurs étapes. avec un coût total de 7 000 000 $.
C'est dans les vestiaires de ce stade que le catcheur américain Bruiser Brody est poignardé en 1988. 

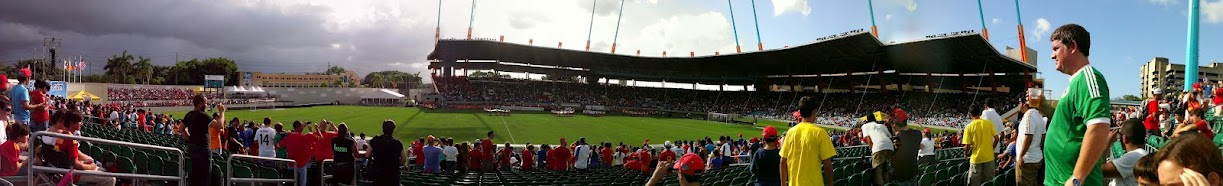
2012 A view of the stadium after the first phase of renovation.